# Леслі Гендрікс
Леслі Гендрікс (англ. Leslie Hendrix; нар. 5 червня 1960, Сан-Франциско, Каліфорнія, США) — американська теле-, кіно- та театральна акторка, яка відома завдяки ролі судово-медичного експерта Елізабет Роджерс у серіалах медіафраншизи «NBC» «Закон і порядок», «Закон і порядок: Спеціяльний корпус», «Закон і порядок: Злочинні наміри», «Закон і порядок: Суд присяжних». 

## Життєпис
Леслі Гендрікс народилася 5 червня 1960 року в Сан-Франциско, штат Каліфорнія. Закінчила Коледж Маріна в окрузі Марін та Національну театральну консерваторію у Денвері. 
Виступала на місцевій сцені, згодом переїхала у Нью-Йорк. Дебютувала на Бродвеї у 1992 році.
У 1998 році Леслі Гендрікс дебютувала у кіно, зігравши невелику роль у стрічці «Поїхав на Коні-Айленд за завданням Господа Бога... Повернуся до п'яти» режисера Річарда Шенкмана.

## Фільмографія

### Кіно
| Рік  | Назва (укр.)                                                          | Назва (англ.)                                                 | Роль           | Примітки               |
| ---- | --------------------------------------------------------------------- | ------------------------------------------------------------- | -------------- | ---------------------- |
| 1998 | Поїхав на Коні-Айленд за завданням Господа Бога... Повернуся до п'яти | Went to Coney Island on a Mission from God... Be Back by Five | Бородата жінка |                        |
| 2002 | Стильна штучка                                                        | Sweet Home Alabama                                            | Репортерка     |                        |
| 2009 | Створені один для одного                                              | Made for Each Other                                           | місіс Джейкобс |                        |
| 2010 | Не зацікавлений                                                       | Not Interested                                                | пані Самуельс  | Короткометражний фільм |
| 2011 | Артур                                                                 | Arthur                                                        | Аліса Джонсон  |                        |
| 2013 | Видалення плями                                                       | Stain Removal                                                 | Констанція     | Короткометражний фільм |
| 2014 | Ліра                                                                  | Lyra                                                          | мати Ліри      | Короткометражний фільм |

### Телебачення
| Рік       | Назва (укр.)                        | Назва (англ.)                     | Роль                | Примітки               |
| --------- | ----------------------------------- | --------------------------------- | ------------------- | ---------------------- |
| 1992-2010 | Закон і порядок                     | Law & Order                       | Елізабет Роджерс    |                        |
| 1998      | Вигнанець                           | Exiled                            | Елізабет Роджерс    | Телевізійний фільм     |
| 1999-2000 | Закон і порядок: Спеціяльний корпус | Law & Order: Special Victims Unit | Елізабет Роджерс    |                        |
| 2001-2011 | Закон і порядок: Злочинні наміри    | Law & Order: Criminal Intent      | Елізабет Роджерс    |                        |
| 2002      | Третя зміна                         | Third Watch                       | Енн Маккемблі       |                        |
| 2004      | Всі мої діти                        | All My Children                   | суддя Ламперт       |                        |
| 2005      | Закон і порядок: Суд присяжних      | Law & Order: Trial by Jury        | Елізабет Роджерс    |                        |
| 2009-2010 | Гарна дружина                       | The Good Wife                     | Вірджинія Сан       |                        |
| 2011      | Цибуляні новини                     | Onion News Network                | Ґрейс Норт          | Епізод «П'ятий ювілей» |
| 2012      | Спільнота                           | Community                         | ботаністка          |                        |
| 2014      | Блакитна кров                       | Blue Bloods                       | місіс Джудіт Вілсон |                        |
| 2014      | Елементарно                         | Elementary                        | Синтія Керр         |                        |
| 2014      | Таємниці Лаури                      | Mysteries of Laura                | Тріша               |                        |
| 2015      | Державний секретар                  | Madam Secretary                   | Луїза Кроненберґ    |                        |
| 2016      | Розлучення                          | Divorce                           | Каролін             |                        |
| 2016      | Чорний список                       | The Blacklist                     | Ширлі Леман         | Епізод №32             |
| 2016      | Ґотем                               | Gotham                            | Кетрін              |                        |